# Ayapa
Ayapa es una localidad situada en el municipio de Jalpa de Méndez, en el Estado de Tabasco (México). Tiene una población de 5.640 habitantes, se encuentra a 10 m s. n. m. Descendientes de comunidades indígenas.

## Clima
Su clima es cálido y húmedo, la temperatura media anual es de 26 °C.

## Demografía
Según el Conteo de Población y Vivienda 2020, efectuado por el Instituto Nacional de Estadística y Geografía, la localidad de Ayapa tiene 6,377 habitantes, de los cuales 3,263 son del sexo masculino y 3,114 del sexo femenino. Su tasa de fecundidad es de 2.56 hijos por mujer y tiene 1,414 viviendas particulares habitadas.
| Gráfica de evolución demográfica de Ayapa entre 1900 y 2020 |
|                                                             |
| INEGI.                                                      |

## Costumbres
Descendientes de la etnia Zoque, este pueblo hablaba el Ayapaneco lengua actualmente amenazada ya que solo quedan 21 personas que lo hablan.
Pueblo de muchas festividades religiosas en las que destacan las de La Candelaria el 2 de febrero, Semana Santa, San Miguel Arcángel 29 de septiembre, mes de los muertos en noviembre.